# Centre national des manuscrits de Géorgie
Le Centre national des manuscrits de Géorgie (en géorgien საქართველოს ხელნაწერთა ეროვნული ცენტრი ; auparavant l'Institut des manuscrits), situé à Tbilissi, conserve les anciens manuscrits, les incunables, les éditions rares, les documents historiques et les archives privées de personnalités du pays.

## Histoire
Fondé le 30 juin 1958 à partir du Département des Manuscrits du musée national par l'historien Ilia Abuladze (en), il abrite des collections autrefois dispersées dans des bibliothèques et chez des particuliers. Le Centre mène des activités de recherche scientifique, d'expositions et de restauration. Ces archives d'une valeur inestimable font l'objet de nombreuses études, publications et référencement dans des bases de données.

## Galerie

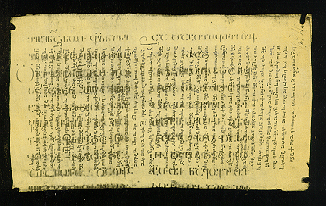
Palimpseste géorgien (Ve – VIe siècle), extrait des collections des manuscrits géorgiens.
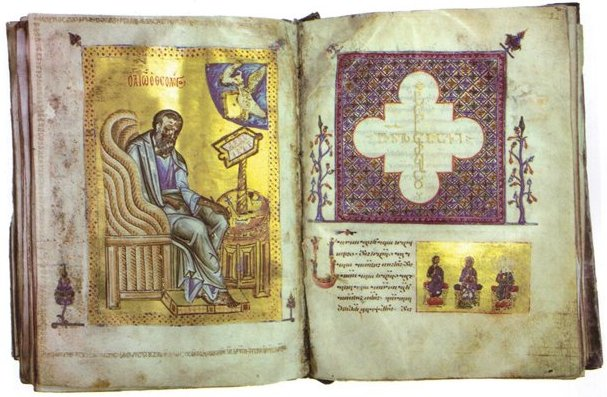
Évangiles de Ghélati, fonds des manuscrits géorgiens.
Évangiles de Mokvi
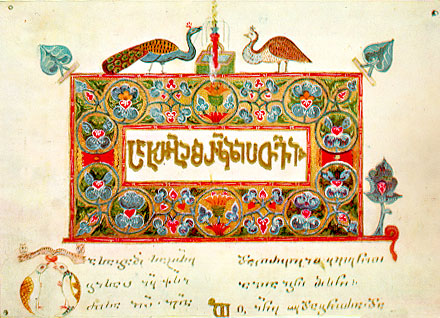
Évangiles de Mokvi
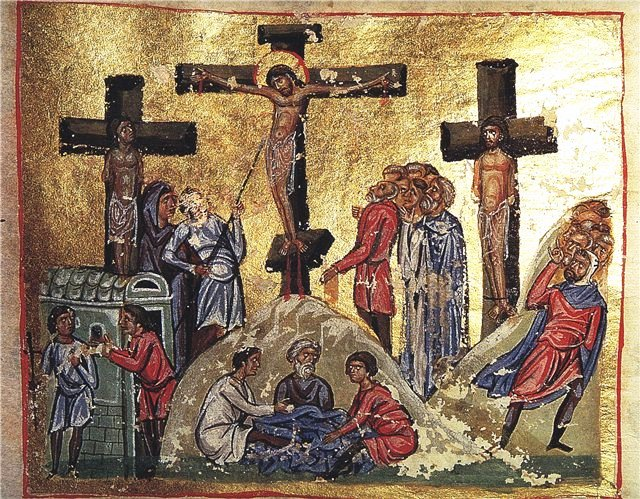
Évangiles de Ghélati : crucifixion
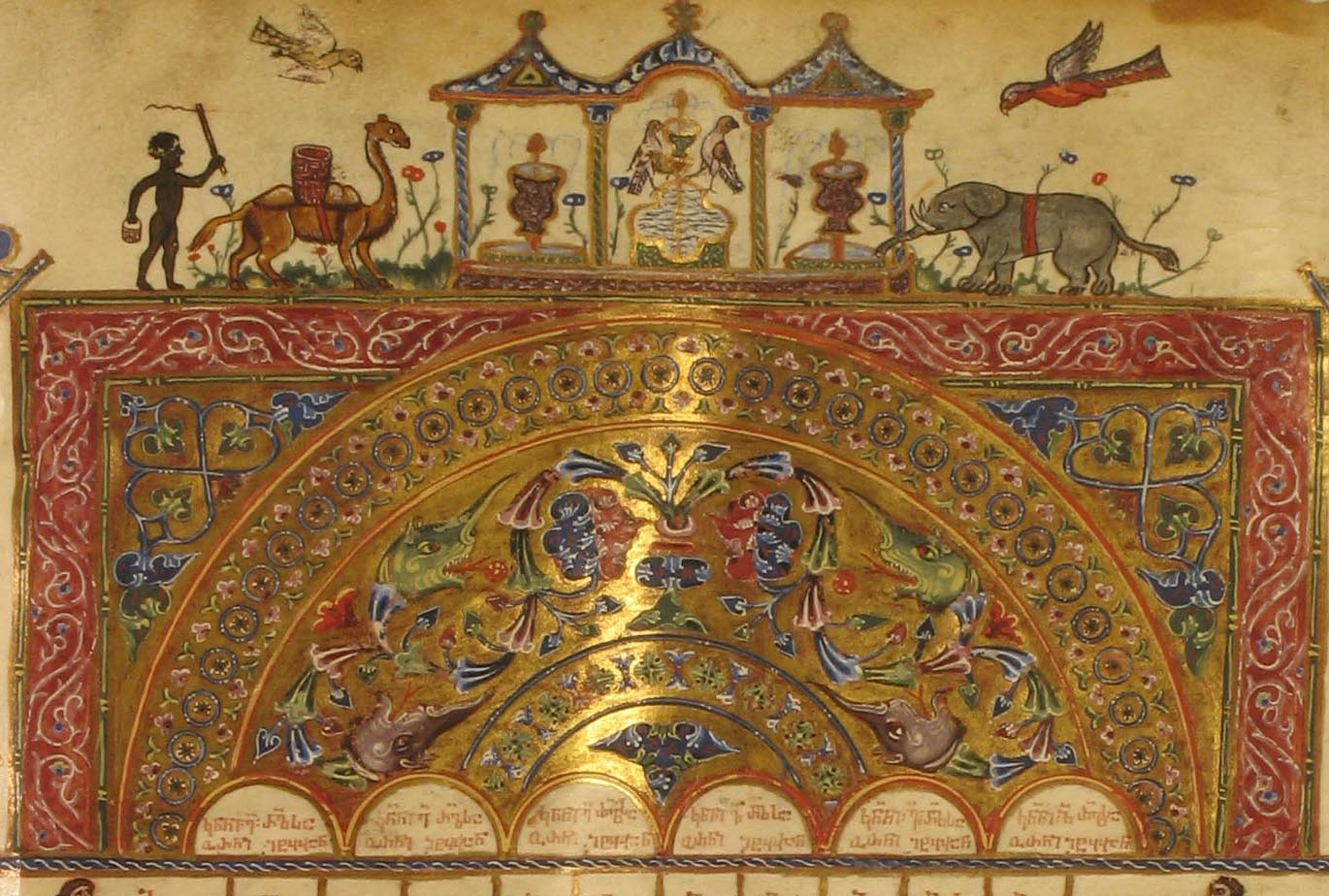
Évangiles d'Adichi
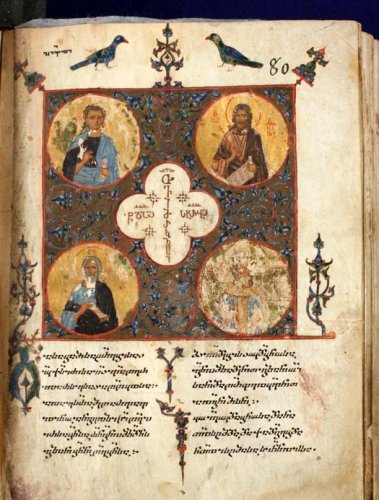
Évangiles de Djroutchi
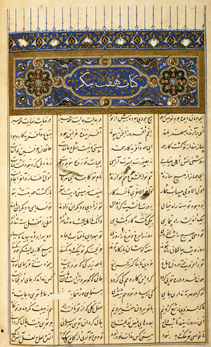
Manuscrit perse, fonds des manuscrits orientaux.
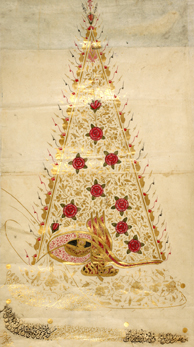
Manuscrit turc, fonds des manuscrits orientaux.
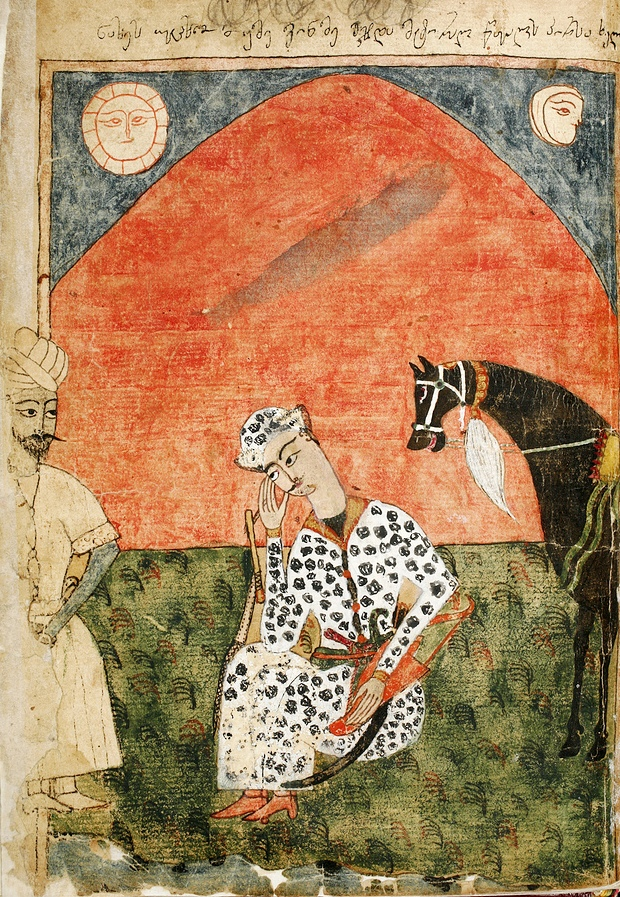
Manuscrit H599 du Chevalier à la peau de panthère, miniature de Mamouka Tavaqalachvili, 1646
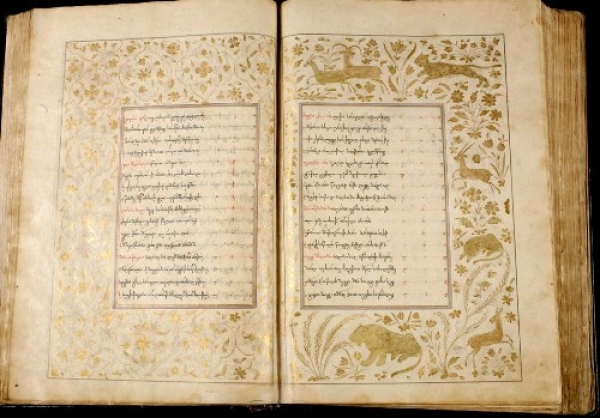
Manuscrit de "Vepkhistkaosani" (Le Chevalier à la peau de panthère)
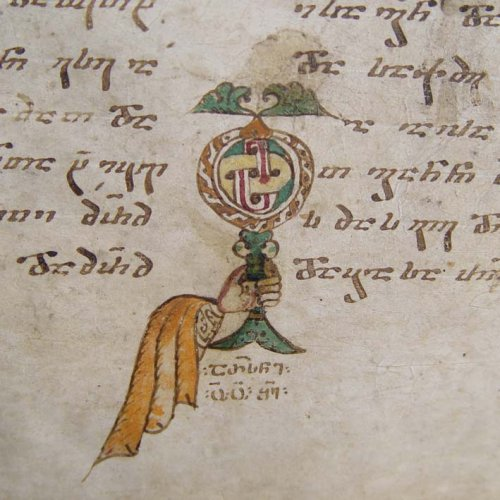
Évangiles de Martvili
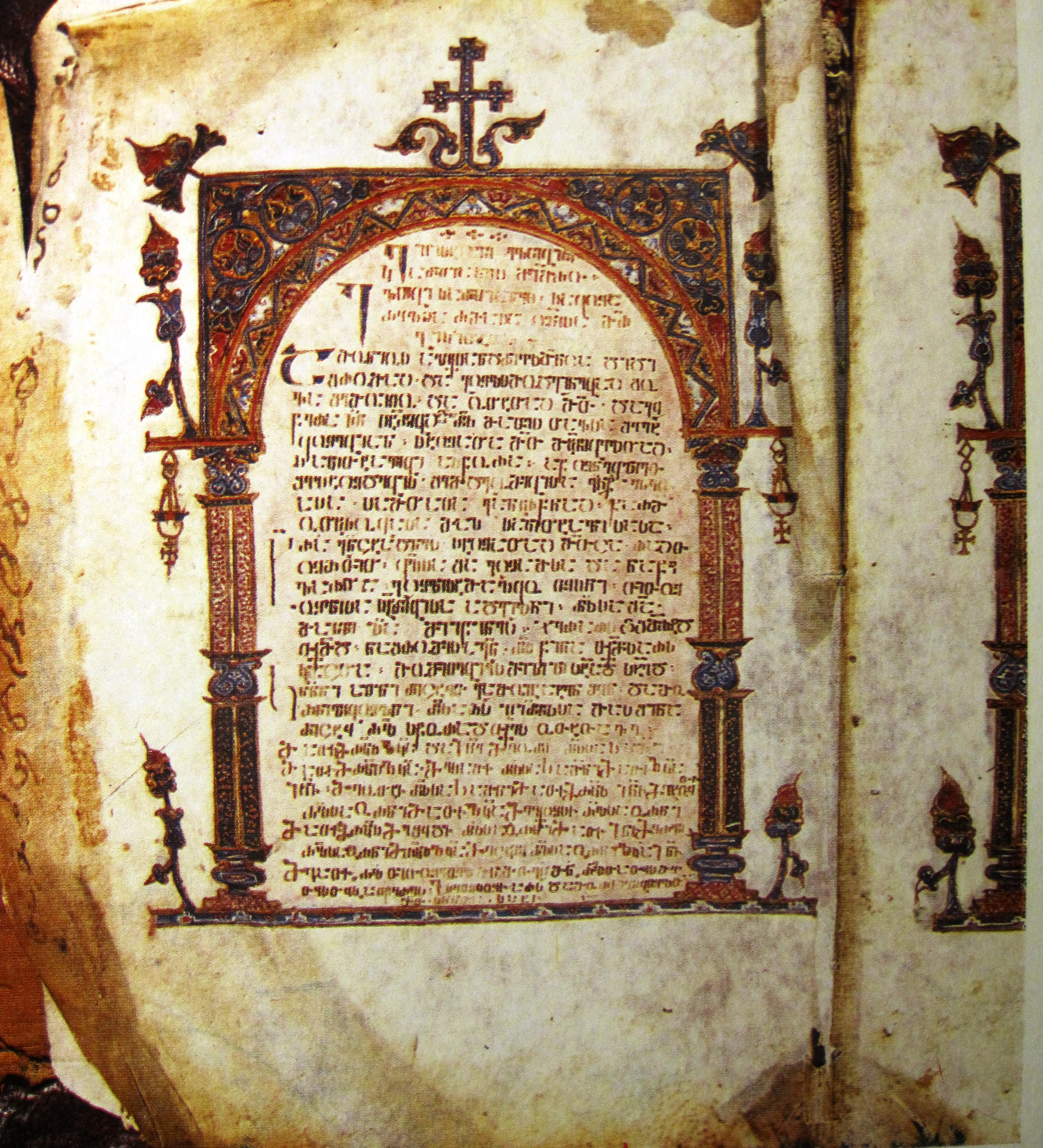
Évangiles d'Alaverdi
Évangéliaire de Vardzia